# 애착 측정

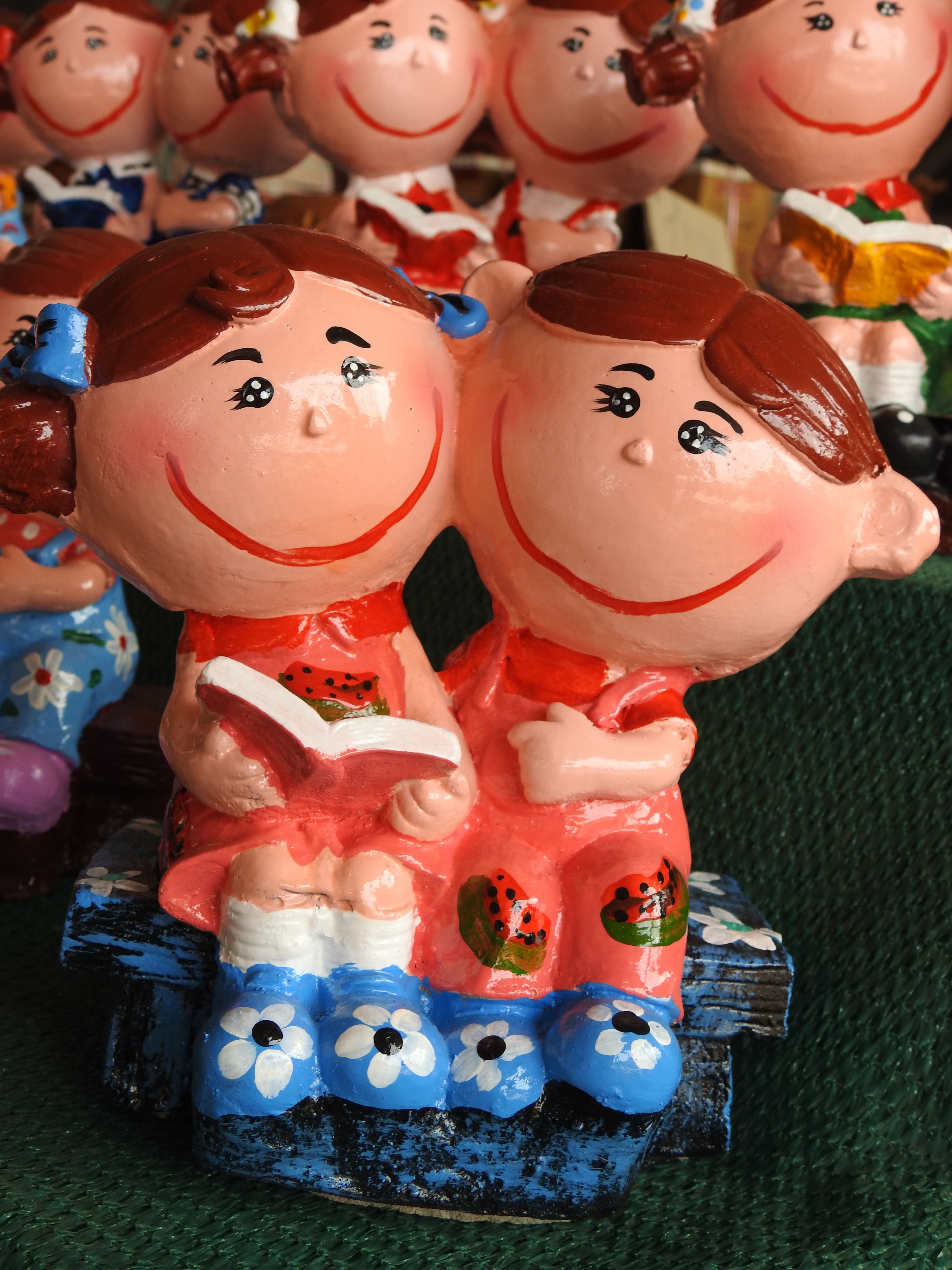
어린이와 성인 애착을 측정하는 방법의 유형은 현재까지 다양하게 연구되어왔다.

애착 측정은 어린이와 성인의 애착을 평가하는 데 사용되는 다양한 절차를 말한다.
연구원들은 아이들의 애착 패턴을 평가하는 다양한 방법을 개발해 왔다. 다양한 방법을 통해 아이들은 네 가지 애착 패턴 그룹으로 분류할 수 있다. 즉, 안전, 불안-양면, 불안-회피, 비조직적/정신착란 또는 애착 장애 평가. 이러한 패턴은 보안(그룹 B), 불안/저항(그룹 C), 회피제(그룹 A), 비조직적/통제(그룹 D)라고도 한다. 비조직적/통제적 애착 분류는 아이가 애착 수치의 보호와 보살핌을 달성하기 위한 조직적 행동 또는 대표 전략을 가지지 않는 애착-돌봄 파트너십의 붕괴를 나타내는 것으로 간주된다. 각 패턴 그룹은 몇 가지 하위 범주로 세분된다. 비조직적/통제적 애착을 가지고 분류된 아동은 "차선에 가장 적합한" 조직적 분류를 받는다.
성인의 애착은 일반적으로 성인 애착 면접, 성인 애착 투영 사진 시스템 및 자가 보고서 설문지를 사용하여 측정된다. 자체 보고서 설문지는 애착 스타일을 평가하며, 애착 관계에 대한 태도를 설명한다. 성인 애착 스타일은 아동 애착 패턴과 유사하다고 생각된다. 아동의 애착 패턴과 로맨틱한 파트너와의 애착 성격 차원 사이의 연관성을 보여주는 일부 연구가 있지만 상관관계는 미미하다. 애착 스타일을 정의하는 가장 일반적인 접근법은 애착 스타일을 정의하는 2차원 접근법이다. 한 차원은 관계에 대한 불안을 다루고, 다른 차원은 관계에서 회피하는 것을 다룬다. 또 다른 접근법은 네 가지 성인 애착 스타일 카테고리를 정의한다 : 안정형, 집착형, 회피형, 그리고 공포형이다.

## 영유아 애착 측정
유아를 위한 애착 조치는 보호자와 함께 유아를 관찰(일반적으로 자연적 또는 조작된 환경)하는 것에 의존한다. 유아를 포함한 노인 아동에 대한 조치는 다음 섹션에 열거되어 있다.

### 낯선 상황 노출법
낯선 상황 노출법은 간병인과 생후 9개월에서 18개월 사이의 아이들 사이의 애착 관계를 관찰하기 위해 고안되었다. 이것은 발달 심리학자인 Mary Ainsworth에 의해 개발되었다. 원래 이것은 아이들이 안전하고, 불안하고, 양면적인 애착 스타일로 분류될 수 있도록 고안되었다. 연구가 누적되고 비정형적인 애착 패턴이 더욱 분명해짐에 따라 Main과 Solomon은 1986년과 1990년에 새로운 범주의 비조직적/편향적 애착을 포함하기 위해 이를 더욱 발전시켰다.
이 절차에서 아이는 보호자와 낯선 사람이 방을 드나드는 동안 20분 동안 노는 것이 관찰되며, 대부분의 어린이 생활에서 익숙하고 낯선 존재의 흐름을 재현한다. 스트레스에 따라 상황이 달라지고 아이의 반응이 관찰된다. 어린이가 겪는 상황은 다음과 같다.
1. 엄마(또는 다른 친숙한 간병인)와 아기가 방으로 들어간다.
2. 엄마가 의자에 조용히 앉아 아기가 관심을 원하는지 대답한다.
3. 낯선 사람이 들어와서 엄마에게 말을 건넨 다음 장난감을 들고 점차 아기에게 다가간다. 엄마는 방을 나간다.
4. 낯선 사람은 아이가 활동을 하지 않는 한 놀고 있는 채로 놔두고 장난감에 흥미를 가지려고 한다. 유아가 괴로워하면 이 사건은 종결된다.
5. 엄마는 아기가 어떻게 자기를 맞이하는지 보기 위해 들어가서 기다린다. 낯선 사람은 조용히 떠나고 엄마는 아기가 정착할 때까지 기다린 후 다시 떠난다.
6. 아기는 혼자 있다. 그 아기가 괴로워하는 것처럼 보이면 이 사건은 축소된다.
7. 그 낯선 사람이 돌아와서 에피소드 3을 반복한다.
8. 엄마가 돌아오고 낯선 사람이 간다. 동창회 행동은 기록되었고 그리고 나서 상황은 끝났다.

이렇게 하면 아동 행동의 두 가지 측면이 관찰된다.
- 어린이가 참여하는 탐색의 양(예: 새 완구를 가지고 노는 것)
- 간병인의 출발과 복귀에 대한 아이의 반응

1970년부터, 일련의 확장판들이 Ainsworth의 원래 패턴에 추가되었다. 여기에는 B4(1970), A/C(1985) D/비조직화(1986), B5(1988, 1992) A+, C+, 우울증(1992, 2010)이 포함된다. 만년에는 추가 범주가 설명되었다. 이러한 각각의 패턴은 산모/육아와의 서로 다른 종류의 애착 관계를 반영한다. 유아는 각 부모 및 대체 간병인에 대한 서로 다른 형태의 애착을 가질 수 있다. 따라서 애착 패턴은 유아의 일부가 아니라 특정 관계의 보호 및 편안함의 특성이다. 이러한 애착 패턴은 행동 패턴과 연관되어 있으며 아이의 미래 성격을 더욱 예측하는 데 도움이 될 수 있다.

### 영유아 관리 지수 (ICI)
유아 CARE-Index(ICI)는 출산 15개월까지 보호자와 유아 사이의 일반적인 놀이 상호작용에 대한 3분 분량의 비디오 기록을 포함하는 애착 측정이다. ICI는 Patricia Crittenden에 의해 개발되었다. 많은 애착 조치와 달리 ICI는 보호자 분리를 포함하지 않는다. ICI는 dyad의 맥락에서 관계 및 발달 위험을 측정한다. ICI는 세 가지 척도로 간병인을 평가한다. 즉, 민감성, 통제력, 무응답. ICI는 협력성, 강박성, 난이성 및 수동성의 4가지 척도로 유아를 평가한다.
ICI는 애착 전략을 결론짓지 않지만, 애착의 영아 이상 상황 평가 패턴에서 산모 척도와 높은 상관관계가 있다. 그것은 위험을 결정하기 위한 동족적 패턴을 이해하는 것을 우선시하며 종종 학대와 무시, 약간의 학대와 적절한 동족을 구별하기 위해 사용된다. ICI는 통계적으로 유효하고 신뢰할 수 있는 평가이며, 훈련 받은 신뢰할 수 있는 코더는 일반적으로 15-20분 내에 상호작용을 코드화할 수 있다.
ICI는 영국과 넓은 영국에서 아동 복지의 맥락에서 자주 사용된다. 또한, 더 많은 지원이나 특정 개입으로 혜택을 받을 수 있는 부모를 식별하기 위한 개발 선별 도구로도 사용된다.

## 유아기 및 중년의 애착 측정
SSP는 생후 18개월 이후로는 적합하지 않기 때문에, (통제된 환경이나 자연주의 환경에서) 관찰 척도, 대표 방법 및 인터뷰 방법을 포함하는 다른 측정 방법이 개발되었다. 일부는 연구 목적으로 개발된 반면, 다른 일부는 임상용으로 개발되었다. 평가 대상 항목 중 일부는 해석 신뢰도를 요구하기 때문에(예를 들어 "아무 이유 없이 갑자기 엄마에 대해 공격적인" 아이) 평가자의 효과적인 교육이 필수적이다.

### 통제된 관찰법

#### 유치원에서의 낯선 상황 연출
애인스워스는 원래 1세 어린이를 위해 설계되었지만, 2-4세 사이의 어린이의 애착과 탐구적 행동을 측정하도록 이상한 상황이 적응되었다. 이상한 상황의 근본적인 특징은 아이가 처한 상황이 스트레스를 이끌어내야 한다는 것이다. 만약 이상한 상황이 아이에게 스트레스를 주지 않는다면, 그것은 애착을 측정하기에 적절한 환경이 될 수 없다. 취학 전 아동의 이상한 상황은 나이 든 아동의 스트레스 생성을 용이하게 하기 위한 몇 가지 변경을 특징으로 한다. 이러한 변경사항에는 조금 더 긴 분리, 낯선 사람의 역할 및 성별의 변화, 간병인에 대한 지침의 변경이 포함된다. 취학 전 아동의 일부 낯선 상황은 낯선 사람을 아예 제외시키고, 따라서 두 가지 별거 기간 내내 아이는 방에 혼자 있게 한다. 어린이가 표현하는 애착 스타일을 해석하는 데 사용되는 코딩 시스템도 수정되었다. 개정된 코딩 시스템은 특정한 행동과 감정의 표현에만 집중하기 보다는 대화 등 다양한 행동이 구성되어 근접성과 접촉을 유지하고 협상하는 방식을 평가한다. 캐시디, 마빈 그리고 맥아더 워킹 그룹은 3~4세 이내의 아이들을 위해 고안된 이상한 상황 절차의 버전을 출판했다. 이 조치에는 아동의 애착을 보안, 보안/방해, 보안/양면성, 비보안/비정형 등으로 분류하는 것 외에도 7단계 회피 척도와 9단계 보안 척도가 포함된다.

#### Main & Cassidy 애착구분 시스템
1988년 만들어진 이 제도는 1시간의 별거 후 자녀와 부모의 재결합을 분석한다. 그것은 6세들을 대상으로 하고 그들의 애착 상태를 분류한다.

#### 어린이 애착 평가(PAA)
PAA는 P.Crittenden에 의해 고안되었다. 18개월에서 5세 아동의 애착 패턴을 평가하기 위한 목적으로 인정되고 있다. SSP와 마찬가지로 관찰도 코드화된다. 이 분류에는 모든 SSP 범주와 2학년 동안 개발된 패턴이 포함된다. 대인 관계를 협상하기 위한 세 가지 기본 전략은 취학 전 아동에게 적합하도록 수정되고, 패턴은 안전/균형 또는 B형, 방어, A형과 강압 또는 C형으로 변경된다. 그것은 또한 감정과 행동 발달에 영향을 미칠 수 있는 위험에 처한 강박적이고 강박적인 하위 패턴으로부터 위험에 노출되지 않은 것을 구별할 수 있도록 의도되었다.

#### MIM(마르샤크 상호작용 방법)
MIM은 부모와 자식 간의 상호작용에 대한 구조적인 관찰이다. MIM은 1960년대에 예일 아동 연구 센터에서 마리안 마삭에 의해 만들어졌다. 핀란드의 Salo & Makela(2006)는 연구 목적으로 MIM의 평가 척도를 표준화하여 발표했다. Anne Stewart는 MIMBRS(MIM 행동 평가 척도)를 개발했다.

### 자연주의 관측법

#### 애착 Q-Sort
1985년 워터스와 딘이 고안한 이 방법은 Q-Sort 방법론을 사용한다. 다양한 환경에서 1~5세 어린이를 관찰한 기간을 기준으로 한다. 안전한 기반 및 탐색적 행동, 정서적 대응, 사회적 인지 등 애착 관련 행동의 스펙트럼을 포괄하기 위한 약 100개의 항목으로 구성되어 있다. 관찰자는 어린이가 항목을 표시하는 정도에 따라 카드를 정렬하고 점수를 매긴다. 각 아동의 전체 점수는 +1.0(즉, 매우 안전함)에서 -1.0(매우 불안정함) 범위의 변수를 초래한다. 보안 애착물을 분류할 수 있는 능력에도 불구하고, Q-set 측정에서 도출된 점수는 안전하지 않은 애착물의 유형을 분류하지 않는다.

### 대표법(이야기 쓰기 및 그림 그리기)
이 접근법은 이야기를 만들기 위해 인형과 이야기를 사용한다. 이 인형들은 가족을 상징한다. 인터뷰 진행자는 이야기의 첫 부분을 설명하고, 다양한 자극과 격려로 완성하도록 인형을 건네준다. 이러한 기법은 어린이의 애착 관계에 대한 내부 작업 모델에 액세스하기 위해 고안되었다.
방법에는 3세에서 8세 사이의 아동을 위해 1990년에 개발된 맥아더 스토리 스템 배터리(MSSB)와 애착 스토리 완료 테스트(Attachment Stem Assessment Profile, SSAP)가 포함되며, 4세에서 8세 어린이를 위해 1990년에 개발된 애착 인형 놀이 평가(Attachment Doll Play Assessment)는 1995년에 4세에서 맨체스터를 위해 개발되었다. 4.5~8.5세 어린이를 위해 2000년에 개발된 MCAST이다.

#### 애착 이야기 채우기 방법(ASCT)
애착 이야기 채우기 방법(ASCT)는 Inge Bretherton과 동료가 (더 나이가 많은 아이들과 함께 사용할 경우 수정이 필요하긴 하지만) 3세에서 9세 사이의 아동의 내부 작업 모델을 평가하기 위해 설계한 반 투사형 애착 조치이다. 스트레스 유발 스토리를 어떻게 해결하는지 분석해 아이의 애착 스타일을 평가한다. 30분 분량의 녹취 인터뷰에서는 소품 등을 이용해 5가지 이야기를 풀어낸다. 이 이야기들은 아이가 분리, 대립, 두려움, 재결합, 그리고 고통의 다섯 가지 상황에서 그들의 주요 간병인과 어떻게 상호작용하는지를 이해하기 위해 고안되었다.
인터뷰 진행자는 아이에게 "나에게 보여주라, 아니면 다음에 무슨 일이 일어날지 말해라."라고 말하면서 각각의 이야기를 완성하도록 권한다. 인터뷰로부터 도출된 정보는 나중에 구성 및 스토리 완성의 내용에 따라 코드화된다. 예를 들어, 애착 회피는 (사건이 발생하지 않았다는 주장을 통해) 이야기 줄기에 제시된 애착 문제를 인정하지 않는 아이에 의해 공개될 수 있다. 어린이는 또한 주인공의 옷차림 등 사소한 부분에만 집중함으로써 애착을 표현하지 않을 수도 있다. 또는 아이가 이야기에 일관되고 건설적인 결심을 할 때 안전한 애착을 나타낸다.

#### 맨체스터 아동 애착 이야기 테스크(MCAST)
MCAST는 조나단 그린, 찰리 스탠리, 루스 골드윈, 비키 스미스가 개발한 반구조 인형극 '스토리 스템' 방법론으로, 4~8.5세 아동의 특정 1차 보호자와의 애착 관계에 대한 내부(정신) 표현을 평가하고 이해한다. 사용된 개념과 절차는 이상한 상황 절차와 성인 애착 인터뷰에 근거를 두고 있으며, 보호자-자녀 부인을 대표하는 인형 2개와 인형 집을 포함하는 4개의 스토리 스템 비네트가 포함되어 있으며, 이 나이의 어린이가 애착 표현을 동원할 수 있도록 쉽고 매력적인 방향으로 정서적 자극을 준다. 응답은 일반적으로 아동이 표현된 서술적 내용과 행동의 측면과 자녀 자신의 행동을 신뢰성 있게 평가하기 위해 비디오로 녹화되며, 특히 체계적이지 않은 애착에 초점을 맞추고 다른 지지 등급을 제공한다. MCAST의 임상 개발은 1992년에 시작되었고, 검증은 2000년에 발표되었으며, 그 이후로 다양한 문화적 맥락과 임상 및 위험 그룹에서 사용되고 있다. 사용 시 교육이 필요하다.

#### 그림 응답 기법
줄기 이야기와 마찬가지로, 이러한 기법은 어린이의 애착 관계에 대한 내부 작동 모델에 액세스하기 위해 고안되었다. 아이에게 첨부파일 관련 사진을 보여주고 답변을 요청한다. 방법은 11세에서 17세 사이의 어린이를 위해 1972년에 개발된 분리 불안 테스트(SAT)를 포함한다. 4-7세 어린이를 위해 개정판이 제작되었다. SAT 시험이 조작되었다.

### 면접방법

#### 아동 애착 인터뷰(CAI)
Target 등이 설계한 반구조 인터뷰이다. (2003) 7세부터 11세까지의 어린이. 부모와의 관계 표현과 애착 관련 이벤트에 초점을 맞춰 어린이를 위해 조정된 성인 애착 면접을 기반으로 한다. 점수는 구두와 비언어적 의사소통에 기초한다.

#### 애착면접법의 폐해(DAI)
Smike와 Zeanah가 개발한 애착 인터뷰 방해(1999)는 의료전문가가 간병인에게 관리하도록 설계된 반구조적 인터뷰이다. 이 방법은 반응성 애착 장애뿐만 아니라 Zeannah 외 연구진(1993)의 새로운 애착 장애 범주를 선택하도록 설계되었다. 차별적이고 선호되는 성인을 둔 것, 괴로웠을 때 편안함을 찾는 것, 제공했을 때 편총 12가지 항목을 다루는데 그 목록은 안함에 반응하는 것, 사회적 정서적 상호주의, 정서적 규제, 돌보는 사람으로부터 벗어난 후 되돌아오는 것, 낯선 어른들과의 말조심, 상대적인 낯선 사람과 함께 떠나려는 의지, 자기 위험에 처한 것, 과도한 집착, 경계/과잉 준수 및 역할 역전이다.

## 청소년의 애착 측정

### AICA(유아청소년 애착 인터뷰)
이것은 청소년에게 적합한 연령을 제시하는 성인 애착 인터뷰(AAI) 버전이다. 해고, 보안, 사전 점유 및 미해결의 분류는 아래에 설명된 AAI와 동일하다.

## 비판
기존 조치들이 반드시 유용한 수준으로 개발된 것은 아니다. "행동적 서술이 애착 장애를 평가하기 위한 자연스러운 출발점이기 때문에 행동적 관찰은... ...개념의 발달에 중심적 역할을 해왔다. 관찰이 현저하게 ...을 밝혀냈음에도 불구하고. 확립된 관찰 프로토콜이 확립되지 않았다."
또한, 취학 연령 아동의 애착에 대한 의문스러운 척도들이 제시되었다. 예를 들어, Attachment 상태를 설정하기 위한 프로토콜은 Sheperis와 그의 동료들에 의해 설명되었다. 안타깝게도, 이 프로토콜은 자체 검증이 미흡하고 첨부의 비전통적 관점을 기반으로 하는 또 다른 기술인 Randolph Attachment Disorder 설문지에 대해 검증되었다.

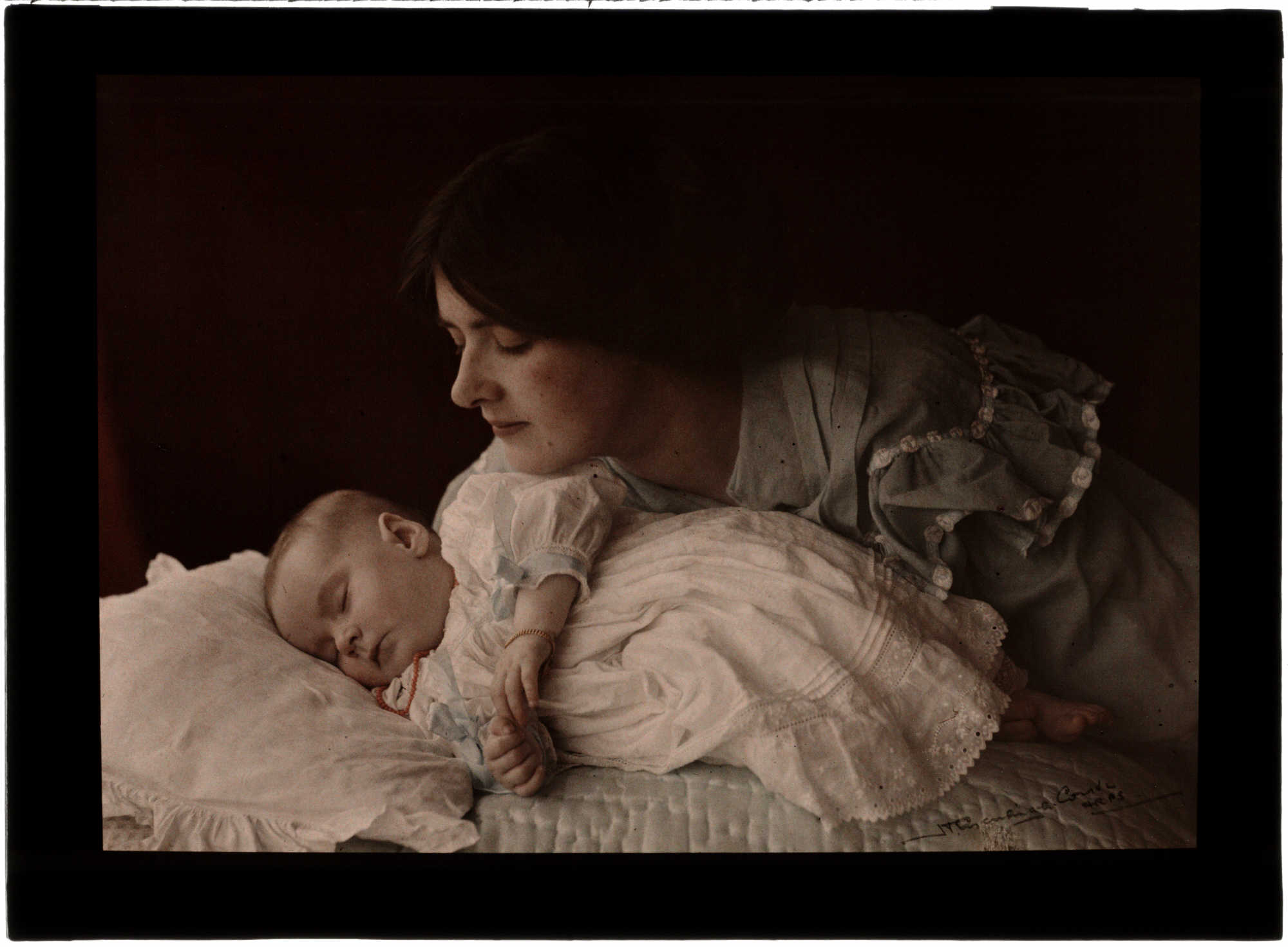
어머니와 아이의 모습.

### SSP의 인정과 및 발전 과정
정신과 의사 Michael Rutter는 시술의 한계를 다음과 같은 용어로 설명한다.
"그것은 결코 제한이 없는 것이 아니다 (양, 톰슨, 정원사, 샤르노브에스테스, 1984 참조). 우선, 그것은 모든 아이들에게 같은 의미를 갖는 짧은 이별과 상봉에 매우 의존한다. 이는 일본(Miyake et al., 1985 참조)과 같은 문화권에서 유아들이 정상적인 상황에서 엄마와 거의 분리되지 않는 경우와 같은 절차를 적용할 때 주요 제약이 될 수 있다.
또한, 나이가 많은 아이들이 없을 때 관계를 유지하는 인지 능력이 있기 때문에, 분리하는 것은 그들에게 같은 스트레스를 주지 않을 수 있다. '이상한 상황'에 기반한 수정된 절차는 더 나이가 많은 취학 전 아동들을 위해 개발되었다(벨스키 외, 1994; 그린버그 외, 1990 참조).. 그러나 동일한 접근법을 중년에 사용할 수 있을지는 훨씬 더 의심스럽다. 또한 명백한 강점에도 불구하고, 이 절차는 단지 20분 동안의 행동에 기초한다. 아이들의 애착 관계의 모든 관련성들을 활용하는 것은 거의 기대할 수 없다. Q-sort 절차는 가정에서 보다 긴 자연주의적 관찰을 기반으로 하며, 데이터베이스를 확장하기 위해 산모들과의 인터뷰도 개발되었다(Vaughn & Waters, 1990 참조).
또 다른 제약조건은 코드화 절차로 인해 연속 분포 치수가 아닌 이산 범주가 발생한다는 것이다. 이것이 경계 문제를 제공할 가능성이 있을 뿐만 아니라, 개별 범주가 애착 보안에 내재된 개념을 가장 잘 나타낸다는 것은 전혀 명백하지 않다. 유아의 보안 수준이 다를 가능성이 훨씬 높으며, 개별 변동을 정량화할 수 있는 측정 시스템이 필요하다."

### 낯선 상황 분류 분포의 생태적 타당성 및 보편성
낯선 상황의 생태학적 유효성과 관련하여, 비서양 언어 및 문화적 기반을 대상으로 한 연구를 포함하여 2,000명의 유아-부모 유괴를 메타분석한 결과, 애착 분류의 전지구 분포는 A(21%), B(65%), C(14%)로 나타났다. 이 전지구 분포는 일반적으로 A인과 일치했다.sworth 등의 원본 첨부 분류 분포.
그러나 이러한 '글로벌' 애착 분류 분포 비율의 문화적 차이에 대한 논란이 제기되었다. 특히, 위에서 언급한 애착물 분류의 전지구 분포에서 두 개의 연구가 분리되었다. 한 연구는 전지구적 규범이 제시하는 것보다 더 많은 회피제(A) 영아가 발견된 북독일과 내성이 강한(C) 영아가 발견된 일본 삿포로에서 수행되었다. 이 두 가지 연구 중 일본 연구 결과는 애착 행동의 개인 차이의 의미에 대해 원래 Ainsworth 등(1978년)에 의해 식별된 가장 큰 논란을 일으켰다.
2007년 삿포로에서 수행된 최근 연구에서 베렌스 등. 애착물 분류를 위한 6년 기본 및 캐시디 점수 시스템을 사용하여 전역 규범과 일치하는 애착물 분포를 발견했다. 삿포로에서 압착 분류의 전지구적 분포를 뒷받침하는 이러한 발견 외에도, 베렌스 외 연구진(Behrens)은 아메의 일본 개념과 아메의 문화적 관행의 결과로 일본 유아에게 비보안 내성(C) 방식의 상호작용이 발생할 수 있는지 여부에 관한 질문과의 관련성에 대해 논의한다.

### 애착 측정: 유형으로 나눌 것인가, 스펙트럼으로 봐야 하는가?
범주형 분류 체계에 의해 유아 애착 기능의 폭이 포착될 수 있는지 여부에 관한 쟁점에 대해서는 적절한 심리학적 특성을 입증하는 애착 보안의 지속적인 측정이 개발되었다. 이들은 개별적으로 사용되거나 발표된 많은 보고서에서 개별 첨부물 분류와 연계되어 사용되었다[리치터스 외, 1998; Van IJendoor 외, 1990 참조].[45] 원래의 리히터 외 연구진(1998) 척도는 환자군의 약 90%를 정확하게 예측하면서 안전 및 불안정 분류와 밀접한 관련이 있다. 부가자료 분류의 범주적 대 지속적 성격에 관심이 있는 독자는 Fraely와 Spiker의 논문과 J. Cassidy, A. S. Sroofe, E. Waters & T. Beachaine, M.커밍스를 포함한 많은 저명한 애착물 연구자들의 동일한 주제에 대한 의견을 참조해야 한다.

## 성인에서의 측정방법
성인의 애착을 측정하는 세 가지 주요 방법은 성인 애착 면접(AAI), 성인 애착 투영 사진 시스템(AAP), 자체 보고서 설문지를 포함한다. AAI, AAP 및 자체 보고서 설문지는 다소 다른 목적을 염두에 두고 작성되었다. 셰이버와 프래일리 참고 사항:
"이 연구 분야의 초보자라면, 가장 중요한 것은 낭만적인 애착과 AAI에 대한 자체 보고 방법이 처음에는 완전히 독립적으로 그리고 전혀 다른 목적으로 개발되었다는 것이다. 한 사람은 낭만적인 관계나 다른 가까운 관계에서 한 사람의 감정과 행동에 대해 묻는다; 다른 사람은 부모와의 어린 시절 관계에 대한 어른들의 현재 심리 상태와 관련된 방어에 대해 추론하기 위해 사용된다. 원칙적으로, 이것들은 실질적으로 연관되었을 수 있지만, 사실 그것들은 단지 중간 정도만 관련이 있는 것으로 보인다 - 적어도 현재 평가된 것처럼. 한 가지 조치는 주로 연애에 대한 연구로부터 타당성을 얻고, 다른 한 가지 조치는 아인스워스의 이상한 상황에서 아이의 행동을 예측함으로써 타당성을 얻는다. 일부 연구는 AAI가 부부 관계 품질과 관련이 있다는 것을 발견했고, 일부는 양육과 관련된 것으로 자기보고서의 로맨틱한 애착 조치를 발견했지만, 다른 변수와의 두 가지 종류의 상관관계는 다를 수 있다." (쉐이버 & 프레이리, 2004)
AAI, AAP 및 자체 보고서 설문지는 성인의 애착에 대한 명확하지만 마찬가지로 유효한 관점을 제공한다. 그러므로 각각의 접근법에 익숙해지는 것은 가치있는 일이다.

### 성인 애착 인터뷰(AAI)
1984년 캐롤 조지, 낸시 카플란, 메리 메인이 개발한 이 인터뷰는 준임상 반구조 면접으로 1시간 정도 걸린다. 그것은 약 20개의 질문을 포함하고 그것을 뒷받침하기 위한 광범위한 연구 검증이 있다. 적절한 설명은 2008년 뉴욕주 길포드 프레스 J. Cassidy와 P.R. Shaver가 편집한 첨부 이론, 연구 및 임상 애플리케이션(2차) 25장에서 확인할 수 있다. 장 제목은 "성인 애착 인터뷰: 역사적 및 현재적 관점"이라고 썼으며 E에 의해 작성되었다. 헤세(Hese). 인터뷰는 성인의 애착 표현(즉, 내부 작업 모델)을 아동기의 일반적이고 구체적인 기억을 평가함으로써 활용한다. 인터뷰는 담론의 질(특히 일관성)과 내용에 기초하여 코드화된다. 범주는 Berkeley 유아 데이터에 대한 부모의 입장을 예측하기 위해 설계되었다.

Parent AAI Attachment 상태에는 다음이 포함된다.
- 안정형: 그들은 애착 관계를 중요시하고 균형 잡힌 방식으로 그리고 영향력 있는 것으로 묘사한다. 그들의 담론은 본질적으로 일관성 있고, 내부적으로 일관되며, 방어적이지 않다.

- 회피형: 그들은 기억력 감퇴를 보여준다. 부정적인 측면을 최소화하고 관계에 대한 개인적 영향을 부인한다. 그들의 긍정적인 묘사는 종종 모순되거나 뒷받침되지 않는다. 그 담론은 방어적이다.

- 불안형: 그들의 부모에 대한 지속적인 집착을 보인다. 앞뒤가 맞지 않는 담화를 한다. 과거에 대해 분노하거나 상반된 표현을 한다.

- 공포회피형: 해결되지 않은 손실이나 학대로 인한 트라우마를 보여준다.

이 조치의 가장 강력한 외부 검증 중 일부는 낯선 상황에서 인터뷰 대상자의 자녀 분류를 예측할 수 있는 입증된 능력을 포함한다. 또한 이 조치는 Shaver, P. R., Belsky, J. 및 Brennan, K. A. (2000)에 의해 보고된 바와 같이, 또래/낭만적 애착 전통(Hazan & Shaver, Bartholomew)의 덜 시간 집약적인 측정으로 측정한 애착 구조와도 일부 겹치는 것으로 나타났다. 그러나 AAI가 측정하는 것에는 중요한 차이가 있다. 낭만적 애착의 척도가 아니라 출신 가족 내 애착에 대한 개인의 심리 상태를 주로 반영한다.

### 성인 애착 투영 사진 시스템(AAP)
1999년 Carol George와 Malcol West에 의해 개발된 이 작업은 8가지 그림 자극(1개의 워밍업 및 7개의 애착 장면)에 반응하여 이야기를 들려주는 자유 응답 작업이다. 훌륭한 묘사는 1999년 조지와 웨스트의 애착과 인간 개발 저널에서 찾을 수 있다. 이 조치를 설명하는 책이 2011년 봄에 길포드 출판사에서 나온다.
AAP는 위에서 설명한 바와 같이 AAI와 동일한 성인 애착 그룹을 식별한다. AAP는 성인 그룹 분류를 제공하는 것 외에도 첨부 파일 방어 처리 패턴, 첨부 파일 동기화 및 개인 에이전시를 코드화하는 데에도 사용된다.
조치의 가장 강력한 동시 검증은 AAP와 AAI 분류 계약 간의 대응이다. AAP는 임상 및 신경생물학적 환경에서 점차적으로 유용한 것으로 입증되었다. AAP는 성인들과 청소년들의 애착을 평가하는데 사용되고 있다.

### 환자 애착 코딩 시스템(PACS)
2012년 알레산드로 탈리아와 매들린 밀러-보톰에 의해 개발된 이 측정기는 정신요법 분야에서 사용되는 언어 기반의 관찰 측정법이며 임상심리학 및 심리요법 저널의 탈리아, 밀러-보톰, 다니엘(2017)에 기술되어 있다. PACS는 "첨부 정보 연구 및 임상 관행의 패러다임 변화를 이끈다"로 정의되었다. PACS는 환자의 담론의 형태나 내용을 코드화하는 대신 환자가 치료사와의 신뢰와 연결을 어떻게 조절하는지 반영하는 특정 담화 마커의 빈도를 추적한다. 이러한 방식으로 PACS는 심리 치료에서 서로 다른 애착 패턴을 가진 환자를 구분하는 특정 유형의 의사소통과 행동에 대한 우리의 지식에 기여한다.
- 안정적: 그들은 시각화하기 쉬운 명확하고 잘 짜여진 이야기를 힐다. 그들은 관계와 경험을 설명하고, 그들이 그들에게 끼친 영향을 상세히 설명한다. 그들은 타인과 자신의 행동에 대해 끈기와 호기심을 가지고 해석을 제공한다.

- 회피적: 그들은 관계에 대한 그들의 평가나 이것이 그들에게 끼친 영향을 과소평가한다; 그들은 에피소드를 다시 이야기하거나, 감정을 드러내거나, 경험의 내적 결정요인에 대해 성찰할 것 같지 않다.

- 집착적: 그들은 불분명하고, 관련 없는 세부 사항들로 가득 찬 서술들을 제시한다; 그들은 관계와 경험을 과도한 확실성 또는 지나친 모호함과 명확한 입장의 결여로 묘사한다.

PACS는 AAI 또는 AAP와 동일한 성인 애착 그룹을 식별하고 근접 탐색, 연락 유지, 탐색, 회피, 저항과 같은 "언어 행동"에 대한 치수 점수를 산출한다. 측정의 가장 강력한 동시 검증은 AAI(k =.82) 및 반사 기능 척도(r = .72)와의 일치한다. PACS는 임상 환경에서 점점 더 많이 사용되고 있다.

### 자기보고 설문지
Hazan과 Shaver는 성인의 애착을 측정하기 위한 첫 번째 설문지를 작성했다. 그들의 설문지는 성인을 Ainsworth가 식별한 세 가지 애착 스타일로 분류하기 위해 설계되었다. 설문지는 첨부 스타일을 설명하는 세 개의 문장으로 구성되었다.
- 안정 - 저는 다른 사람과 친해지는 것이 비교적 쉽다는 것을 알고 있고, 그들에게 의지하고 그들이 내게 의지하도록 하는 것이 편하다. 나는 종종 버려지는 것에 대해 걱정하거나 누군가 나에게 너무 가까워지는 것에 대해 걱정하지 않는다.

- 회피 - 나는 다른 사람들과 가까이 있는 것이 다소 불편하다. 나는 그들을 완전히 신뢰하는 것이 힘들고, 그들에게 의지하는 내 자신을 허락하는 것이 어렵다는 것을 발견한다. 저는 누군가 너무 가까이 다가오면 불안하고, 종종 연애 상대들은 제가 편안한 것보다 더 친밀한 관계를 맺기를 원해요.

- 불안함/양면성 - 다른 사람들은 내가 원하는 만큼 가까이 가는 것을 꺼려한다. 나는 종종 내 파트너가 나를 정말 사랑하지 않거나 나와 함께 있고 싶어하지 않을까 걱정한다. 저는 다른 사람과 완전히 융합하고 싶고, 이런 욕망은 때때로 사람들을 겁먹게 해요.

연구에 참여한 사람들은 자신의 감정을 가장 잘 설명한 문구를 고르도록 요청 받았다. 선택한 문장은 첨부 스타일을 나타낸다. 이 설문지의 이후 버전은 사람들이 자신의 감정을 얼마나 잘 설명하는지를 평가할 수 있도록 척도를 제시하였다.
애착 설문지 개발에 있어서 중요한 발전 중 하나는 네 번째 애착 스타일의 추가였다. 바르톨로뮤와 호로위츠는 성인 애착의 네 가지 범주 또는 스타일을 식별한 모델을 제시했다. 이들의 모델은 아이디어 애착 스타일에 기반한 것으로, 파트너에 대한 사람들의 생각과 자신에 대한 생각을 반영했다. 구체적으로, 애착 스타일은 사람들이 그들의 파트너를 지원 요청에 일반적으로 접근 가능하고 대응력이 있다고 판단하는지 여부, 그리고 사람들이 자신을 다른 사람들이 응답하고 도움을 주고 싶어하는 유형의 개인으로 판단하는지 여부에 달려있다. 그들은 파트너에 대한 긍정적이거나 부정적인 생각과 자신에 대한 긍정적이거나 부정적인 생각을 바탕으로 네 가지 범주를 제안했다.
|           |      | 자기 인식                            | 자기 인식                                  |
| --------- | ---- | ------------------------------------ | ------------------------------------------ |
|           |      | 긍정                                 | 부정                                       |
| 상대 인식 | 긍정 | 안정형 주체적이고 애정에 대해 편안함 | 집착형 관계에 집착함                       |
| 상대 인식 | 부정 | 회피형 애정을 회피하고 매우 독립적임 | 공포형 애정을 두려워하고 사회생활을 회피함 |

바르톨로뮤와 호로위츠는 이 모델을 사용하여 관계 설문지(RQ-CV)를 작성했다. RQ-CV는 각각 첨부 파일 범주 또는 스타일을 설명하는 4가지 문장으로 구성되어 있다.
- 안정형 - 다른 사람들과 감정적으로 가까워지는 것은 비교적 쉽다. 나는 남에게 의지하는 것이 편하고 남이 나를 의지하는 것이 편하다. 나는 혼자 있거나 다른 사람들이 나를 받아들이지 않는 것에 대해 걱정하지 않는다.

- 회피형 - 저는 가까운 감정적 관계 없이 편안하다. 독립적이고 자급자족하는 것이 제게 매우 중요하며, 저는 다른 사람에게 의지하거나 다른 사람이 제게 의지하지 않는 것을 선호한다.

- 집착형 - 저는 다른 사람들과 완전히 감정적으로 친해지고 싶지만, 다른 사람들은 제가 원하는 만큼 가까이 가는 것을 꺼려한다. 저는 가까운 관계 없이 지내는 것이 불편하지만, 가끔 다른 사람들이 제가 그들을 소중히 여기는 만큼 저를 소중히 여기지 않을까 걱정돼요.

- 공포형 - 나는 다른 사람들과 가까워지는 것이 다소 불편하다. 저는 감정적으로 가까운 관계를 원하지만, 다른 사람을 완전히 믿거나 의지하는 것이 어렵다. 저는 가끔 제 자신이 다른 사람들과 너무 가까워지는 것을 용납하면 다칠까 봐 걱정해요.

테스트는 네 가지 애착 스타일이 다른 종류의 심리 변수와 어떻게 관련이 있는지에 있어 구별된다는 것을 보여주었다. 성인들은 세 가지 부착 스타일 대신 네 가지의 부착 스타일을 가지고 있는 것으로 보인다.
데이비드 슈미트는 다수의 동료와 함께 62개 문화권에서 바르톨로뮤와 호로위츠가 작성한 애착 설문지를 검증했다. 자신에 대한 생각과 파트너에 대한 생각의 차이는 거의 모든 문화에서 유효하다는 것이 입증되었다. 그러나, 이 두 종류의 생각이 상호 작용하여 애착 스타일을 형성하는 방법은 문화마다 다소 차이가 있었다. 네 가지의 애착 스타일은 문화마다 다소 다른 의미를 가지고 있다.
첨부 설문지의 두 번째 중요한 발전은 첨부 파일을 평가하기 위한 독립적인 항목의 사용이었다. 3, 4가지 진술 중에서 고르라고 요구하는 대신, 사람들은 수십 개의 개별 진술에 얼마나 강하게 동의하는지 평가했다. 개별 진술에 대한 등급을 합산하여 첨부 점수를 제공했다. 조사관들은 성인 애착을 측정하기 위해 이 전략을 사용하여 여러 설문지를 작성했다.
이 유형의 인기 있는 두 가지 설문지는 근접 관계 경험(ECR) 설문지와 근접 관계 경험 - 개정(ECR-R) 설문지이다. ECR은 Brennan, Clark 및 Shaver가 1998년에 만들었다. ECR-R은 Fraley, Waller 및 Brennan이 2000년에 만들었다.
ECR 및 ECR-R을 분석하면 설문지 항목을 첨부 파일의 2차원으로 그룹화할 수 있다. 한 설문지 항목은 한 사람이 그들의 관계에 대해 얼마나 불안해하는지를 다룬다. 이 물건들은 불안의 척도가 된다. 나머지 항목들은 한 사람이 그들의 관계에서 얼마나 회피적인지를 다룬다. 이 항목들은 회피의 척도 역할을 한다. 현재 많은 연구자들은 불안 및 회피 척도에서 얻은 점수를 사용하여 통계적 분석과 가설을 테스트한다.
불안감 및 회피 척도의 점수는 여전히 사람을 4가지 성인 애착 스타일로 분류하는 데 사용될 수 있다. 바르톨로뮤와 호로위츠의 모델에 정의된 네 가지 애착 스타일은 자신에 대한 생각과 파트너에 대한 생각을 기반으로 했다. ECR과 ECR-R의 불안 척도는 자신에 대한 생각을 반영한다.
애착 불안은 자아 가치에 대한 믿음과 다른 사람들에 의해 받아들여질지 거절될지에 대한 믿음과 관련이 있다. ECR 및 ECR-R의 회피 척도는 파트너에 대한 생각과 관련이 있다. 애착 회피는 다른 사람들에게 접근하거나 회피할 때 위험을 감수하는 것에 대한 믿음과 관련이 있다. 따라서 불안과 회피의 조합을 사용하여 4가지 부착 스타일을 정의할 수 있다. 안전한 부착 스타일은 낮은 불안과 낮은 회피, 그리고 높은 불안과 낮은 회피로 특징지어진다; 무시적인 부착 스타일은 낮은 불안과 높은 회피로 특징지어진다; 두려운 회피 스타일은 높은 불안과 높은 회피로 특징지어진다.

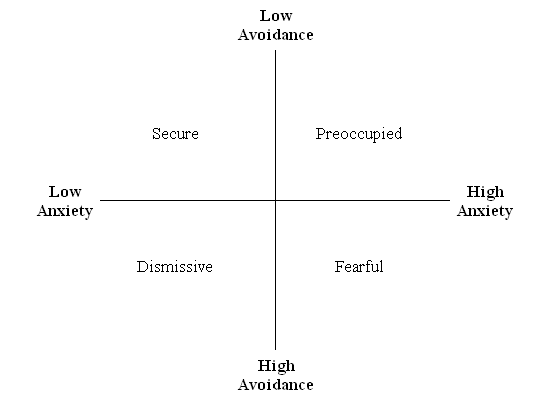
애착 유형에 따른 특징 표

## 같이 보기
- 성인 애착
- 애착 이론
- 인간의 유대
- 대상 관계론
- 반응성 애착 장애
- 메리 에인스워스
- 존 볼비
- 에릭 에릭슨
- 지그문트 프로이트
- 제롬 케이건
- 멜라니 클라인
- 장 피아제

## 참고 문헌
- Cassidy, J., & Shaver, P., (Eds). (1999) Handbook of Attachment: Theory, Research, and Clinical Applications. Guilford Press, NY.
- Greenberg, MT, Cicchetti, D., & Cummings, EM., (Eds) (1990) Attachment in the Preschool Years: Theory, Research and Intervention University of Chicago, Chicago.
- Greenspan, S. (1993) Infancy and Early Childhood.  Madison, CT: International Universities Press.  ISBN 0-8236-2633-4.
- Holmes, J. (1993) John Bowlby and Attachment Theory. Routledge. ISBN 0-415-07730-3.
- Holmes, J. (2001) The Search for the Secure Base: Attachment Theory and Psychotherapy. London: Brunner-Routledge. ISBN 1-58391-152-9.
- Karen R (1998) Becoming Attached: First Relationships and How They Shape Our Capacity to Love. Oxford University Press. ISBN 0-19-511501-5.
- Parkes, CM, Stevenson-Hinde, J., Marris, P., (Eds.) (1991) Attachment Across The Life Cycle Routledge. NY.  ISBN 0-415-05651-9
- Siegler R., DeLoache, J. & Eisenberg, N. (2003) How Children develop. New York: Worth. ISBN 1-57259-249-4.